# Giengen an der Brenz
Giengen an der Brenz – miasto w Niemczech, w kraju związkowym Badenia-Wirtembergia, w rejencji Stuttgart, w regionie Ostwürttemberg, w powiecie Heidenheim, siedziba wspólnoty administracyjnej Giengen an der Brenz. Leży w Jurze Szwabskiej, nad rzeką Brenz, ok. 10 km na południowy wschód od Heidenheim an der Brenz, przy granicy z Bawarią.

## Osoby urodzone w Giengen an der Brenz
- Margarete Steiff – niemiecka wynalazczyni miękkich, wypchanych zwierząt jako zabawek[1]

## Współpraca

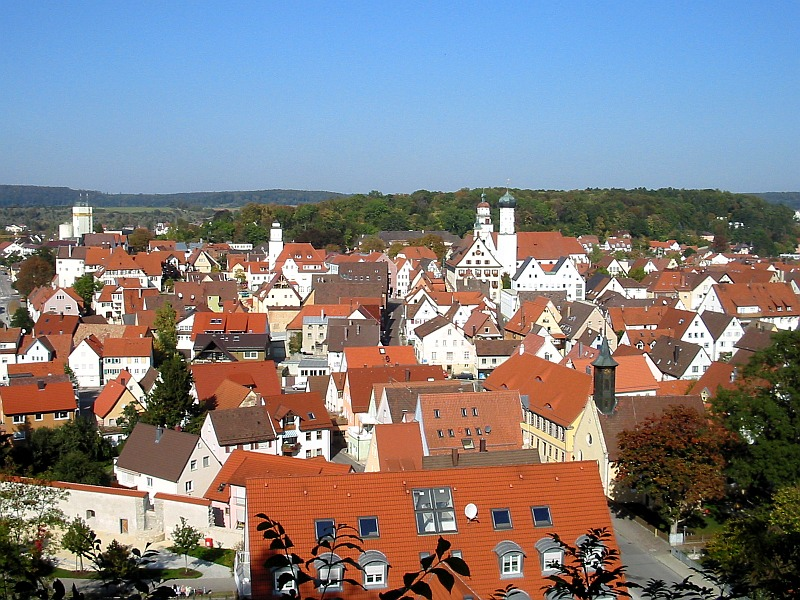
Stare Miasto

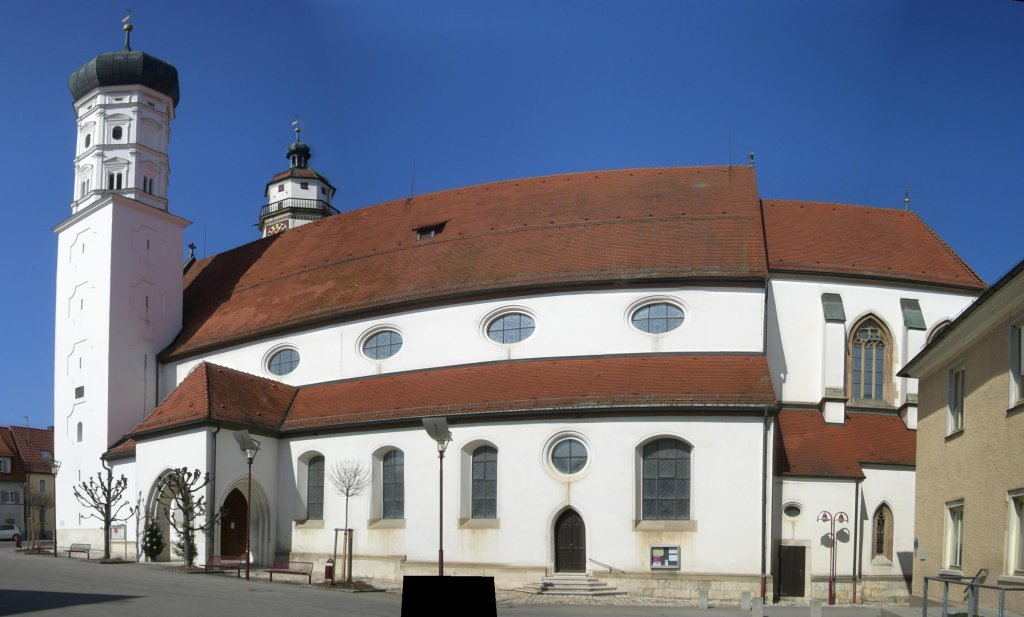
Kościół miejski

Miejscowości partnerskie:
- Köflach, Austria
- Pré-Saint-Gervais, Francja
- Zeulenroda-Triebes, Turyngia